# عبدالمجید سلیمانی
عبدالمجید سلیمانی (انگلیسی: Abdel Madjid Slimani؛ زادهٔ ۵ آوریل ۱۹۵۹) بازیکن هندبال اهل الجزایر بود.